# Juan Schiaretti
Juan Schiaretti (né le juin 1949 à Córdoba) est un comptable argentin et gouverneur de Córdoba de 2007 à 2011 et de 2015 à 2023.